# Логиново (Свердловская область)
Ло́гиново — село в Белоярском районе Свердловской области России. Входит в Белоярский муниципальный округ.
Ранее входило в состав Большебрусянского сельсовета Белоярского района.
У села находится одноимённый аэродром, где проводятся официальные соревнования и предлагается перечень услуг для активного отдыха.

## География
Логиново расположено в 47 километрах юго-восточнее Екатеринбурга.

## История
Логиновское село, названное так по местоположению на большом логе с протекающей на нём безимянною речкою, отстоит в 49 в. на юг от Екатеринбурга по Сибирскому тракту, пролегающему чрез село, и в 12 в. от ст. ж. д. «Баженово». Почва земли — чернозёмная, плодородная; гигиенические условия местности вообще здоровые, исключая одной улицы по прозванию «Далека», где весною и осенью случаются периодические заболевания её обитателей брюшным тифом, что, по мнению врачей, объясняется употреблением воды из местного источника, стоящего ниже уровня речной воды. Начало селения точно не известно, так как документы вместе с первым его храмом сгорели в 1800 г. от бывшего в селе пожара; предание-же старожилов относит основание села к первой половине 18 века. До 1826 г. к селу Логиновскому принадлежали деревни Кочнево и Кожевина, отошедшая к Кочневскому, — и Банниково — к Марамзино — в 1 в. от села, с населением в 1058 д. м. п. и 1138 д. ж. п., русских православных крестьян. Главные занятия их — земледелие и скотоводство, а побочные: отхожий промысел (уходят на заработки в г. Екатеринбург и заводы), извоз, торговля и ремесла: плотничество и катание «пимов» (валеная из шерсти обувь).

## Население
| 2002 | 2010 | 2021 |
| ---- | ---- | ---- |
| 769  | ↗818 | ↘438 |

## Знаменитые односельчане
- Пётр Акимович Сысоев — Герой Советского Союза
- Казанцев, Максим Афанасьевич (13.08.1901 — 11.07.1948) — Герой Социалистического Труда